# Liège-Bastogne-Liège for kvinder
Liège-Bastogne-Liège for kvinder er et cykelløb i Belgien for kvinder, der blev etableret i 2017. Løbet er en del af UCI Women's World Tour og arrangeres, lige som mændenes løb, af Amaury Sport Organisation.

## Vindere
| År   | Vinder               | Toer                 | Treer                |
| ---- | -------------------- | -------------------- | -------------------- |
| 2017 | Anna van der Breggen | Lizzie Deignan       | Katarzyna Niewiadoma |
| 2018 | Anna van der Breggen | Amanda Spratt        | Annemiek van Vleuten |
| 2019 | Annemiek van Vleuten | Floortje Mackaij     | Demi Vollering       |
| 2020 | Lizzie Deignan       | Grace Brown          | Ellen van Dijk       |
| 2021 | Demi Vollering       | Annemiek van Vleuten | Elisa Longo Borghini |
| 2022 | Annemiek van Vleuten | Grace Brown          | Demi Vollering       |
| 2023 | Demi Vollering       | Elisa Longo Borghini | Marlen Reusser       |
| 2024 | Grace Brown          | Elisa Longo Borghini | Demi Vollering       |
| 2025 |                      |                      |                      |